# Heinz Müller (Politiker, 1954)

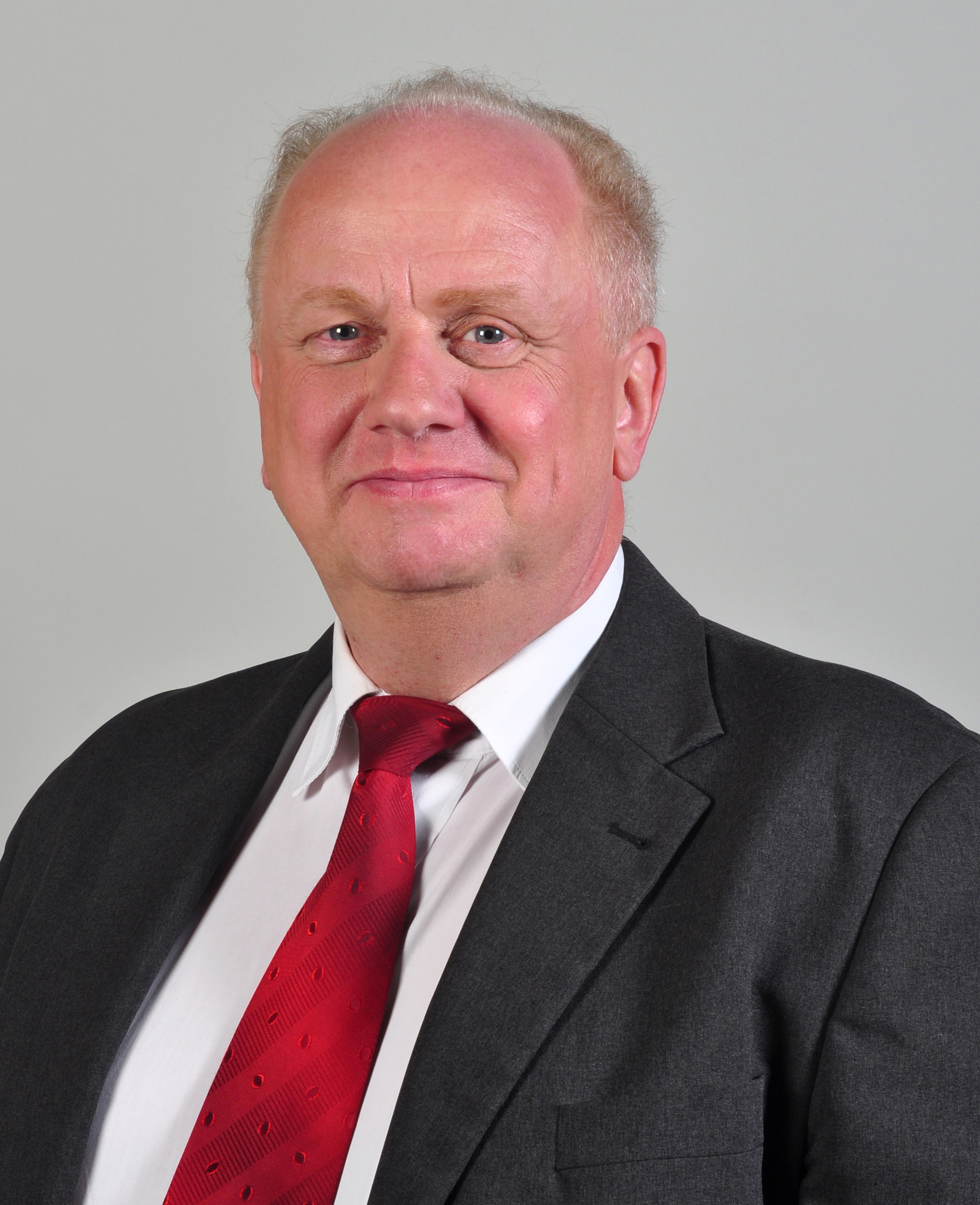
Heinz Müller, 2013

Heinz Müller (* 1. Mai 1954 in Essen) ist ein deutscher Politiker (ehemals SPD). Er war von 2016 bis 2022 Landesbeauftragter für Datenschutz und Informationsfreiheit Mecklenburg-Vorpommern und davor von 1998 bis 2016 Mitglied des Landtages Mecklenburg-Vorpommern.

## Leben und Beruf
Heinz Müller absolvierte nach dem im Jahr 1972 in seiner Geburtsstadt abgelegten Abitur von 1972 bis 1979 ein Studium der Politik und Germanistik an der Universität Marburg. 1979 bzw. 1983 schloss er das Studium mit dem 1. sowie 2. Staatsexamen für das Lehramt an Gymnasien ab. In der Zeit zwischen den Examina machte er das notwendige Referendariat in Kassel. Von 1984 bis 1991 war er Geschäftsführer der SPD-Stadtverordnetenfraktion in Kassel und von 1991 bis 1993 Mitarbeiter im Amt für Stadtentwicklung und Stadtmarketing derselben Stadt. Von 1993 bis Ende 2009 war er als Geschäftsführer der Sozialdemokratischen Gemeinschaft für Kommunalpolitik in Mecklenburg-Vorpommern e. V. tätig. Er ist geschieden und hat zwei Kinder.

## Politik
Müller langjähriger stellvertretender Vorsitzender des SPD-Kreisverbandes Südvorpommern, welcher die ehemaligen Kreisverbände Greifswald-Ostvorpommern, Uecker-Randow, sowie den SPD-Ortsverein Loitz umfasst. Zuvor war er langjähriger Vorsitzender der SPD im Landkreis Uecker-Randow. Neben seinen parteipolitischen Tätigkeiten ist er Mitglied der Arbeiterwohlfahrt (AWO), dem Förderverein Deutsch-Polnisches Gymnasium, der Verkehrswacht sowie dem Verein zur Förderung regenerative Energien.

## Landtagsabgeordneter
Müller war ab 1998 Mitglied des Landtages von Mecklenburg-Vorpommern. Dort war er von 2010 bis 2016 parlamentarischer Geschäftsführer und Sprecher SPD-Landtagsfraktion für Kommunalpolitik. Zudem war er von 2006 bis 2010 Vorsitzender der Enquete-Kommission des Landtages „Stärkung der kommunalen Selbstverwaltung“ und war von 2003 bis 2006 Vorsitzender des Parlamentarischen Sonderausschusses „Verwaltungsmodernisierung und Funktionalreform“. Bei der Landtagswahl am 4. Oktober 2016 verpasste er den Wiedereinzug.

## Amt des Landesbeauftragten für Datenschutz Mecklenburg-Vorpommern
Am 7. Dezember 2016 ist Müller auf Vorschlag der SPD-Landtagsfraktion vom Landtag Mecklenburg-Vorpommern zum Landesbeauftragten für Datenschutz und Informationsfreiheit Mecklenburg-Vorpommern für fünf Jahre gewählt worden. Ende 2022 endete seine sechsjährige Amtszeit.
Ende 2019 gab Müller nach einer 37-jährigen Mitgliedschaft seinen Austritt aus der SPD bekannt. Seinen Austritt begründete er mit der fehlenden Bewilligung des Landtages von Mecklenburg-Vorpommern über die Erhöhung der Personalausstattung seiner Behörde.